# Ordenssällskap
För andra betydelser, se Orden.
Ordenssällskap eller ordenssamfund är en social orden, ett slutet sällskap av människor med gemensamma mål. Ordenssällskap skiljer sig helt från det allmänna föreningslivet på flera sätt. Man rekommenderas in, det vill säga att någon form av godkännande krävs för antagning som medlem. De har, mer eller mindre tydligt, kvar former från de ursprungliga, medeltida ordenssällskapen. Flera av de gamla och erkända ordenssällskapen har höga ideal, ofta innefattande personlig utveckling och människokärlek. Många vilar på kristen grund. De flesta gamla sällskap är för män, men allt fler har systersällskap för kvinnor.

## Bakgrund och indelning
De första ordenssällskapen grundades på medeltiden inom den katolska kyrkan, så kallade religiösa ordenssällskap. Under korstågens tid (högmedeltiden) tar riddarväsendet upp idéer från dessa och bildar andliga riddarordnar. Under 1600- och 1700-talen bildas många nya ordenssällskap med varierande syften och med tydliga drag hämtade från de medeltida riddarordnarna. Flera av dessa har medlemmar/beskyddare i kunga- och furstehus.
En grov indelning kan göras på följande sätt:
- Religiösa ordnar: bildade inom eller godkända av en religiös organisation (kyrka). Den äldsta formen.
  - Reguljära kaniker eller korherrar: katolska präster vid domkyrkor med munkregler, men inte i kloster (från 1000-talet), även kvinnliga parallellsällskap. Mycket talrika under medeltiden, men idag finns mycket få kvar.
  - Munkordnar (i inskränkt bemärkelse).
  - Tiggarordnar: munkordnar med krav på egendomslöshet, ex. Dominikan- och Franciskanorden.
  - Reguljära präster: bl.a. Jesuitorden (1668).
  - Nunneordnar
- Andliga riddarordnar: riddarorganisation och drag av de religiösa ordnarna under högmedeltiden, till exempel Johanniterorden.
- Erkända ordenssällskap med kungligt beskydd: främst 1600- och 1700-talen.
- Övriga erkända ordenssällskap
- Akademiska ordenssällskap: ofta parodiska, men vissa äldre och mer etablerade sällskap (till exempel Juvenalorden, Samfundet SHT och Sällskapet CC) rör sig i gränslandet mot "riktiga" ordenssällskap. Se artikeln akademiskt ordenssällskap.
- Statsordnar: huvudsakligen ordensdekorationer, få eller inga sammankomster.

## Karaktäristiska drag
(beskriver fortfarande aktiva sällskap)
De flesta ordenssällskap har en öppen del där syften och existens ingår och en sluten (hemlig) del med kunskap, ceremonier och liknande som avses vara kända enbart av sällskapets medlemmar. Beträffande ordenssällskap som har sin bakgrund i det gamla skråväsendet gällde den hemliga delen ofta vad vi idag kallar yrkeshemligheter; kunskaper som gör en yrkesman skickligare i sitt yrke. Numera gäller dessa hemligheter mer sällskapets egna ceremonier.
Detta har föranlett den tvetydiga beteckningen hemliga ordnar. Själva sällskapet är i de flesta fall inte hemligt – bara vissa av dess interna regler och ceremonier. 
Medlemskapet är i regel indelat i grader, där varje grad är kopplad till en invigningsceremoni där gradens hemligheter avslöjas för den sökande (recipienden). Genom stegvis vandring upp i graderna får medlemmen mer kännedom om sällskapet.
De flesta senare tids ordenssällskap tar sina grundläggande idéer från medeltidens riddarväsen och/eller 1600- och 1700-talens skråväsen. Många av de erkända ordenssällskapen bildades under dessa perioder och några fortlever ännu. 
Mystiken kring hemliga ordenssällskap har föranlett att utomstående beskrivit vissa av dem i samband med konspirationsteorier.

## Angränsande ämnen
Benämningen orden (uttal å'rden) används också allmänt för att syfta på ordenssällskap, men leder ofta till tvetydighet om man avser ett ordenssällskap (en sammanslutning, organisation) eller en ordensdekoration (kraschaner, band med flera). Den används också ofta (felaktigt) om förtjänsttecken eller medaljer.

## Erkända ordenssällskap

### Sverige
Sverige har flest ordenssällskap per capita i Europa. Se separat artikel: Lista över ordenssällskap i Sverige

### Övriga världen
Av påven erkända ordnar (för munkar, nunnor, ordenssystrar et cetera) redovisas ej här. Se Katolska klosterordnar.
| Namn                               | Grundad                            | Mål, syfte                                                                          | Kommentar |
| Utländska ordenssällskap (exempel) | Utländska ordenssällskap (exempel) | Utländska ordenssällskap (exempel)                                                  | Utländska ordenssällskap (exempel) |
| ---------------------------------- | ---------------------------------- | ----------------------------------------------------------------------------------- | --- |
| Tempelherreorden                   | 1119                               | Skydda kristna pilgrimer i det heliga landet                                        | Upplöst 1312 |
| Tyska orden                        | 1190                               | ?                                                                                   | Samband med Hansan, södra Östersjöområdet (Tyskland, Polen, Baltikum) |
| Svärdsriddarorden                  | Riga, 1202                         | Skydda de nyligen kristnade i Livland. Skydda missionärerna som verkade i Baltikum. | Grundades av biskopen Albert av Riga i Livland. Ordens samtliga egendomar uppgick i Tyska orden år 1237 som följd av slaget vid Saule år 1236 och blev då Livländska orden. |
| Pegnitzorden                       | Nürnberg 1644                      | språk och litteratur                                                                | spec. herdediktning, fanns åtminstone på 1930-talet |

## Andra, liknande sällskap
| Sällskap med namn av orden                   | Sällskap med namn av orden | Sällskap med namn av orden                   | Sällskap med namn av orden                   |
| -------------------------------------------- | -------------------------- | -------------------------------------------- | -------------------------------------------- |
| Par Bricole P.B.                             | Stockholm 1779             | backanaliskt ordenssällskap                  | Bellmans Bacchi Orden som inspirationskälla. |
| Juvenalorden (JO)                            | Uppsala, 1907              | Umgänge, spex, underhållning                 | Traditioner från Juvenalerna, (1830-40-tal)  |
| se vidare artikeln Akademiskt ordenssällskap |                            |                                              |                                              |
| Ej grupperade                                |                            |                                              |                                              |
| Ordo Templi Orientis                         | 1896                       | thelemisk esoterik och individens utveckling | ?                                            |